# Хиршбах-им-Мюлькрайс
Хиршбах-им-Мюлькрайс (нем. Hirschbach im Mühlkreis) — коммуна (Gemeinde) в Австрии, в федеральной земле Верхняя Австрия.
Входит в состав округа Фрайштадт. Население составляет 1153 человека (на 31 декабря 2005 года). Занимает площадь 24 км². Официальный код — 40605.

## Политическая ситуация
Бургомистр коммуны — Штефан Визингер (АНП) по результатам выборов 2003 года.
Совет представителей коммуны (нем. Gemeinderat) состоит из 19 мест.
- АНП занимает 12 мест.
- СДПА занимает 7 мест.